# Malpaso Ediciones
Malpaso Edicions és una editorial catalana de ficció i no ficció. Va estrenar-se l'octubre de 2013 amb Siempre supe que volvería a verte, Aurora Lee, d'Eduardo Lago, i els darrers contes inèdits de Kurt Vonnegut, La cartera del cretino. Ha publicat també obres de David Trueba, Neil Young, Kingsley Amis, Femen, Alain Badiou, Noam Chomsky i Martín Caparrós, entre d'altres.